# Blanketgrøn
Blanketgrøn er en særlig mørkegrøn trykfarve, der har været meget anvendt til trykning af blanketter. Skrift tilføjet blanketten med blyant, pen eller skrivemaskine, danner en tydelig kontrast til blankettens fortryk. 